# Wuffingas

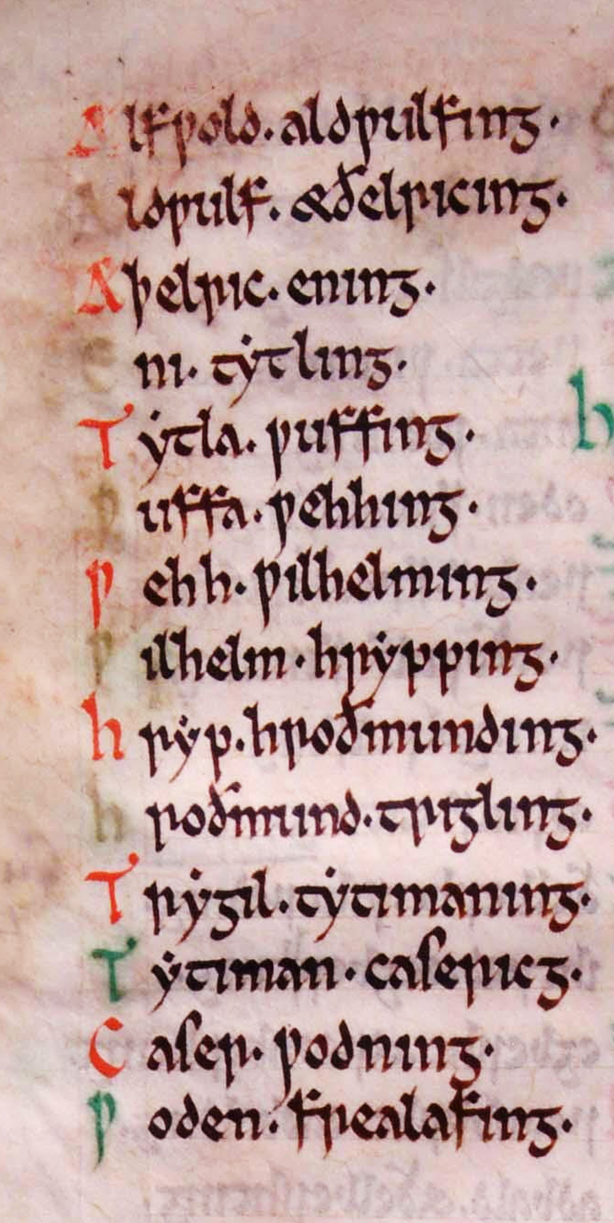
L'ascendance du roi Ælfwald, dernier représentant de la dynastie des Wuffingas, est retracée dans cet extrait du Textus Roffensis : Alfwald, fils d'Aldwulf, fils d'Æþelric, fils d'Eni, fils de Tytla, fils de Wuffa, fils de Wehh, fils de Wilhelm, fils de Hryp, fils de Hroðmund, fils de Trygil, fils de Tytman, fils de Caser, fils de Woden.

Les Wuffingas sont une dynastie anglo-saxonne qui règne sur le royaume d'Est-Anglie jusqu'au milieu du VIIIe siècle. Elle doit son nom à Wuffa, un ancêtre semi-légendaire qui aurait vécu vers la fin du VIe siècle. Le premier membre historiquement attesté de cette dynastie, qui est également celui sous lequel son pouvoir atteint son apogée, est Rædwald, mort vers 624. Son dernier représentant, Ælfwald, meurt en 749, laissant le trône à des rois dont l'ascendance est inconnue. La famille compte également plusieurs religieuses considérées comme des saintes, dont la plus célèbre est Æthelthryth d'Ely.

## Arbre généalogique
Il existe plusieurs sources historiques qui proposent une généalogie des rois des Angles de l'Est, parmi lesquelles l'Histoire ecclésiastique du peuple anglais de Bède le Vénérable ainsi que la Chronique anglo-saxonne, mais ces deux documents sont compilés longtemps après la création du royaume. Des listes de souverains sont également rédigées par des historiens médiévaux, comme dans le Textus Roffensis de Rochester au XIIe siècle, qui a pu se baser sur d'autres sources aujourd'hui perdues. On trouve au IXe siècle dans la « Collection anglienne » une description du lignage ancestral d'Ælfwald, qui cite plusieurs rois Wuffingas et fait remonter la lignée royale jusqu'au dieu Woden.
L'arbre généalogique ci-dessous comprend l'ensemble des rois Wuffingas, de Wehha à Ælfwald.
- Wehha
  - Wuffa
    - Tyttla
      -  Rædwald
        - Rægenhere
        -  Eorpwald
        -   Sigeberht (peut-être le beau-fils de Rædwald plutôt que son fils)

      - Eni
        -  Anna
          -  Seaxburh, épouse Eorcenberht de Kent
          -  Æthelthryth, épouse Tondberht des Gyrwas puis Ecgfrith de Northumbrie
          -  Æthelburh
          -  Jurmin
          -  Wihtburh (existence douteuse)

        -  Æthelhere
        -  Æthelwald
        - Æthelric, épouse Hereswith de Deira
          -  Ealdwulf
            -  Ælfwald

Le roi Ecgric est également membre de la dynastie, mais son lignage exact n'est pas connu : il peut être le frère de Sigeberht, ou son demi-frère. Une hypothèse propose de l'identifier à Æthelric, le père d'Ealdwulf.

## Traces de la culture Wuffinga
D'après Sam Newton, le poème épique Beowulf pourrait avoir été composé sous le règne d'Ælfwald. Son royaume accueille plusieurs centres ecclésiastiques qui entretiennent tous des liens serrés avec la dynastie des Wuffingas : on peut notamment citer les diocèses de Dommoc et d'Elmham, le monastère fondé par Botolph à Iken, les couvents d'Ely et de Dereham fondés par les filles du roi Anna, le minster de Blythburgh, ainsi que le monastère fondé par Sigeberht avant son abdication et sa mort au combat.
En effectuant une comparaison entre Sutton Hoo et d'autres sites archéologiques situés en Suède, l'historienne Sune Lindqvist avance en 1948 l'hypothèse que les Wuffingas sont peut-être liés à la maison royale d'Uppsala, qui descendrait du thegn Wiglaf.